# Nature Valley Open 2019 - Doppio femminile
Alicja Rosolska e Abigail Spears erano le detentrici del titolo, ma Spears ha deciso di non partecipare. Rosolska ha fatto coppia con Yang Zhaoxuan, perdendo al primo turno contro Alexa Guarachi e Erin Routliffe.
In finale Desirae Krawczyk e Giuliana Olmos hanno sconfitto Ellen Perez e Arina Rodionova con il punteggio di 7–6(5), 7-5.

## Teste di serie
1. Gabriela Dabrowski /  Xu Yifan (quarti di finale)
2. Alicja Rosolska /  Yang Zhaoxuan (primo turno)

1. Darija Jurak /  Katarina Srebotnik (quarti di finale)
2. Makoto Ninomiya /  Renata Voráčová (primo turno)

## Wildcard
1. Naiktha Bains /  Freya Christie (primo turno)

1. Sarah Beth Grey /  Eden Silva (quarti di finale)

## Tabellone

### Legenda
| - Q = Qualificato - WC = Wild card - LL = Lucky loser | - ALT = Alternate - SE = Special Exempt - PR = Protected Ranking | - w/o = Walkover - r = Ritirato - d = Squalificato |

|  | Primo turno             | Primo turno             | Primo turno             | Primo turno | Primo turno |  |  | Quarti di finale       | Quarti di finale       | Quarti di finale       | Quarti di finale     | Quarti di finale     |   |      | Semifinali           | Semifinali           | Semifinali           | Semifinali         | Semifinali         |   |   | Finale | Finale | Finale | Finale | Finale |  |
|  |                         |                         |                         |             |             |  |  |                        |                        |                        |                      |                      |   |      |                      |                      |                      |                    |                    |   |   |        |        |        |        |        |  |
|  | 1                       | G Dabrowski Y Xu        | G Dabrowski Y Xu        | 6           | 6           |  |  |                        |                        |                        |                      |                      |   |      |                      |                      |                      |                    |                    |   |   |        |        |        |        |        |  |
|  |                         | C Garcia S Zhang        | C Garcia S Zhang        | 2           | 2           |  |  | 1                      | G Dabrowski Y Xu       | G Dabrowski Y Xu       | 3                    | 3                    |   |      |                      |                      |                      |                    |                    |   |   |        |        |        |        |        |  |
|  |                         | E Perez Ar Rodionova    | E Perez Ar Rodionova    | 6           | 6           |  |  |                        | E Perez Ar Rodionova   | E Perez Ar Rodionova   | 6                    | 6                    |   |      |                      |                      |                      |                    |                    |   |   |        |        |        |        |        |  |
|  | WC                      | N Bains F Christie      | N Bains F Christie      | 3           | 1           |  |  |                        |                        |                        |                      |                      |   |      | E Perez Ar Rodionova | E Perez Ar Rodionova | 4                    | 6                  | [14]               |   |   |        |        |        |        |        |  |
|  | 3                       | D Jurak K Srebotnik     | 4                       | 6           | [10]        |  |  |                        |                        | X Knoll V Lapko        | X Knoll V Lapko      | 6                    | 4 | [12] |                      |                      |                      |                    |                    |   |   |        |        |        |        |        |  |
|  |                         | A Sharma E Shibahara    | 6                       | 3           | [7]         |  |  | 3                      | D Jurak K Srebotnik    | D Jurak K Srebotnik    | 64                   | 0                    |   |      |                      |                      |                      |                    |                    |   |   |        |        |        |        |        |  |
|  | O Kalashnikova E Rodina | O Kalashnikova E Rodina | O Kalashnikova E Rodina | 4           | 1           |  |  |                        | X Knoll V Lapko        | X Knoll V Lapko        | 7                    | 6                    |   |      |                      |                      |                      |                    |                    |   |   |        |        |        |        |        |  |
|  | X Knoll V Lapko         | X Knoll V Lapko         | X Knoll V Lapko         | 6           | 6           |  |  |                        |                        |                        |                      |                      |   |      | E Perez Ar Rodionova | E Perez Ar Rodionova | E Perez Ar Rodionova | 65                 | 5                  |   |   |        |        |        |        |        |  |
|  |                         | C Lister S Santamaria   | 6                       | 5           | [3]         |  |  |                        |                        |                        |                      |                      |   |      |                      |                      | D Krawczyk G Olmos   | D Krawczyk G Olmos | D Krawczyk G Olmos | 7 | 7 |        |        |        |        |        |  |
|  | WC                      | SB Grey E Silva         | 4                       | 7           | [10]        |  |  | WC                     | SB Grey E Silva        | SB Grey E Silva        | 2                    | 3                    |   |      |                      |                      |                      |                    |                    |   |   |        |        |        |        |        |  |
|  |                         | D Krawczyk G Olmos      | D Krawczyk G Olmos      | 6           | 6           |  |  |                        | D Krawczyk G Olmos     | D Krawczyk G Olmos     | 6                    | 6                    |   |      |                      |                      |                      |                    |                    |   |   |        |        |        |        |        |  |
|  | 4                       | M Ninomiya R Voráčová   | M Ninomiya R Voráčová   | 3           | 4           |  |  |                        |                        |                        |                      |                      |   |      | D Krawczyk G Olmos   | D Krawczyk G Olmos   | D Krawczyk G Olmos   | 6                  | 6                  |   |   |        |        |        |        |        |  |
|  | M Niculescu E-G Ruse    | M Niculescu E-G Ruse    | 6                       | 5           | [10]        |  |  |                        |                        | M Niculescu E-G Ruse   | M Niculescu E-G Ruse | M Niculescu E-G Ruse | 1 | 4    |                      |                      |                      |                    |                    |   |   |        |        |        |        |        |  |
|  | S Fichman M Katō        | S Fichman M Katō        | 3                       | 7           | [8]         |  |  | M Niculescu E-G Ruse   | M Niculescu E-G Ruse   | M Niculescu E-G Ruse   | 7                    | 6                    |   |      |                      |                      |                      |                    |                    |   |   |        |        |        |        |        |  |
|  |                         | A Guarachi E Routliffe  | A Guarachi E Routliffe  | 7           | 7           |  |  | A Guarachi E Routliffe | A Guarachi E Routliffe | A Guarachi E Routliffe | 65                   | 2                    |   |      |                      |                      |                      |                    |                    |   |   |        |        |        |        |        |  |
|  | 2                       | A Rosolska Z Yang       | A Rosolska Z Yang       | 5           | 65          |  |  |                        |                        |                        |                      |                      |   |      |                      |                      |                      |                    |                    |   |   |        |        |        |        |        |  |